# Neonesiotes
Genre
Neonesiotes est un genre d'araignées aranéomorphes de la famille des Linyphiidae.

## Distribution
Les espèces de ce genre se rencontrent en Océanie et aux Seychelles.

## Liste des espèces
Selon World Spider Catalog (version 16.5, 2/11/2015) :
- Neonesiotes hamatus Millidge, 1991
- Neonesiotes remiformis Millidge, 1991

## Publication originale
- Beatty, Berry & Millidge, 1991 : The linyphiid spiders of Micronesia and Polynesia, with notes on distributions and habitats. Bulletin of the British Arachnological. Society, vol. 8, no 9, p. 265-274.